# 전경련회관
전경련회관(全經聯會館, 영어: FKI Tower)은 대한민국 서울특별시 영등포구 여의도에 건설된 마천루이다. 2013년 12월 17일 서울특별시 영등포구 여의도동에 전국경제인연합회 회관을 준공하였다.
2015년에는 전경련회관이 2015 올해의 빌딩(2015 Building of the Year)에 선정되었다.

## 역사

### 구사옥
1977년에 착공하여 1979년 11월 16일에 완공된 구 전경련회관은 지상 20층, 지하 3층으로 구성된다. 1979년 12월 20일에 사용승인을 받았고 건물 용도는 업무시설 근린생활시설이고 주구조는 철근콘크리트조다.

### 신사옥
이후 2009년 기존에 낡은 구관을 철거한 후에 신축 공사가 이루어졌으며, 건물 설계는 아드리안 스미스 앤드 고든 길 건축가가 담당했다. 2010년 9월 기공식 이후 전국경제인연합회관의 재건축 및 여의도의 51층 마천루 건설을 목적으로 착공하였고 2013년 9월 23일 사용승인이 가능해졌다. 12월 17일 신축한 전국경제인연합회의 회관으로 건설되었으며, 새롭게 초고층 오피스 타워로 준공되었다. 12월 20일에 입주가 시작되며 이후에도 대기업들이 입주하였다. 2014년 10월에는 바닥재공사가 완료되었다.

## 건물

### 구성
전경련회관(51층), 컨퍼런스센터(3층), 여의디지털도서관(2층)으로 구성되어 있으며 전경련회관은 사무실, 스카이팜(SKYFARM), 사대부집 등이 입주하였고 컨퍼런스센터에는 간담회 등이 있지만 여의디지털도서관의 시설에는 도서관만 있다.
| 건물             | 층수 | 용도     |
| ---------------- | ---- | -------- |
| 전경련회관       | 51층 | 업무시설 |
| 컨퍼런스센터     | 3층  | 업무시설 |
| 여의디지털도서관 | 2층  | 도서관   |

### 높이
높이는 첨탑높이 245.5m, 지붕높이 245.5m, 최상층높이 234.8m이다. 2013년 서울에서 다섯번째로 높은 마천루이며, 여의도에서는 IFC서울, 63빌딩 다음으로 높은 빌딩이다.

## 특징

### 회관
전국경제인연합회는 회관 일부를 임대하는 부동산업도 행하고 있다. 재개발 이후 건물이 깔끔해졌으며 조명시스템(DALI), 태양에너지 전력공급 시스템(BIPV)이 있고 부속 컨퍼런스 센터가 있다. 냉난방설비는 중앙냉난방이며 최고층에는 식당으로 구성되어 있다.

### 엘리베이터
구 전경련회관에는 금성엘리베이터가 설치되었다. 2009년 철거작업이 끝났고 2010년 착공하여 2013년 재개발이 완료된 전경련회관의 엘리베이터에는 티센크루프의 제품으로 31대가 설치되어 있고 '카드키 보안 시스템'(Card-key Security System)이 덕용되어 있어, 입주자가 카드키를 단말기에 인식하면 해당 층으로 곧바로 이동하게 하는 보안 장치가 설치되어 있다.

### 태양광발전
건물에 일체형으로 갖춰진 태양광발전 설비에서 전력이 생산된다. 특히 폭염이 심할수록 전력 자급률이 더 높아진다. 2018년 7월 29일 전경련에서 입수한 '전경련 회관 태양광발전 전력 생산량'에 따르면 이달 1~26일 건물에 탑재된 태양광발전 설비의 하루 평균 전력 생산량은 1,839.94kwh로 집계됐다. 특히 폭염으로 전력 수요가 급증한 지난 13일부터 22일까지 일평균 발전량은 하루도 빠지지 않고 2000kwh를 넘어섰다. 4인 가족 1가구의 일평균 전력 사용량이 약 10kwh인 점에 비춰볼 때 200가구 이상 쓸 수 있는 전기를 자체 생산한 셈이다.

## 시설
전경련회관에는 지상 51층, 지하 6층으로 총 56개 층으로 이루어진 오피스 건물로, 일부 전경련 회의실을 제외했을 때 대부분을 오피스 임대로 사용하고 있다. 전경련 뿐만이 아니라 LG CNS, 한화건설, 외환은행, 외환선물 등이 입주한 상황이다. 지하주차장에는 총 632대의 차량이 주차 가능하다.
| 층수                | 시설                                                                   |
| ------------------- | ---------------------------------------------------------------------- |
| 51층(옥상)          | 스카이팜(SKYFARM), 사대부집                                            |
| 50층                | 스카이팜(SKYFARM), 사대부집                                            |
| 46층 ~ 47층         | 한국기업연합회                                                         |
| 45층                | 포커스미디어코리아                                                     |
| 44층                | FKI미디어, 국제경영원, 전경련중기협, 한국광고주협회                    |
| 43층                | 지앤엠글로벌문화재단, 더블루힐, 동부자산운용, 아케고스                 |
| 42층                | 동부화재, 리카르도, 현대카드·현대캐피탈 CEO라운지, 알스퀘어홀딩스      |
| 39층 ~ 41층         | 범한판토스                                                             |
| 37층 ~ 38층         | LG화학                                                                 |
| 36층                | 도레이첨단소재, 도레이서울사무소                                       |
| 35층                | 도레이첨단소재, 도레이케미칼                                           |
| 34층                | 도레이케미칼, 도레이인터내셔날코리아                                   |
| 20층 ~ 33층         | LG CNS                                                                 |
| 17층                | 하나선물, 라임자산운용, 썬코어                                         |
| 12층 ~ 16층         | 한화건설                                                               |
| 11층                | 한화건설 교육장                                                        |
| 8층 ~ 10층          | 한화건설                                                               |
| 7층                 | 유니레버 AHC                                                           |
| 5층 ~ 6층           | 팜한농                                                                 |
| 4층                 | KEB하나은행, LG CNS 어린이집, 현대카드어린이집                         |
| 3층                 | 회의장, 로즈 & 파인, 뱀부 & 메이플 & 오키드 & 데이지                   |
| 1층                 | 로비, 한화호텔&리조트(컨퍼런스 1층)                                    |
| 지하 1층            | CKI몰 포베이, 힛더스팟퀴진, 차이나플레인, 파파돈부리, 소담뜰, 푸드코트 |
| 지하 2층            | 지하주차장, 구내식당                                                   |
| 지하 6층 ~ 지하 3층 | 지하주차장                                                             |

## 수상작
- 2014년 - 한국건축문화대상 - 전국경제인연합회 회관 본상 수상

## 대중문화

### 영화
- 2013년 - 더 테러 라이브에 공사중인 전경련회관이 나온다.
- 2019년 - 돈에 나온다.
- 2020년 - 반도에 나온다.
- 2022년 - 사이버 지옥: N번방을 무너뜨려라에 나온다.

### 드라마
- 2000년 - 이브의 모든 것에 나온다.
- 2015년 - 센세이트(센스8)에 나온다.
- 2015년 - 디데이에 나온다.
- 2016년 - 내 딸, 금사월 45회에 나온다.
- 2016년 - 태양의 후예에 헬기와 여의도 장면이 나온다.
- 2017년 - 김과장 8회에 나온다.
- 2017년 - 저글러스 지하 1층의 힛더스팟 여의도점이 나온다.
- 2018년 - 김비서가 왜 그럴까에 나온다.
- 2019년 - 60일, 지정생존자에 나온다.
- 2020년 - tvN 드라마 머니에 나온다.
- 2021년 - JTBC 드라마 시지프스 : the myth에 나온다.
- 2022년 - ENA 드라마 이상한 변호사 우영우에 나온다.
- 2022년 - JTBC 드라마 재벌집 막내아들에 나온다.

## 갤러리

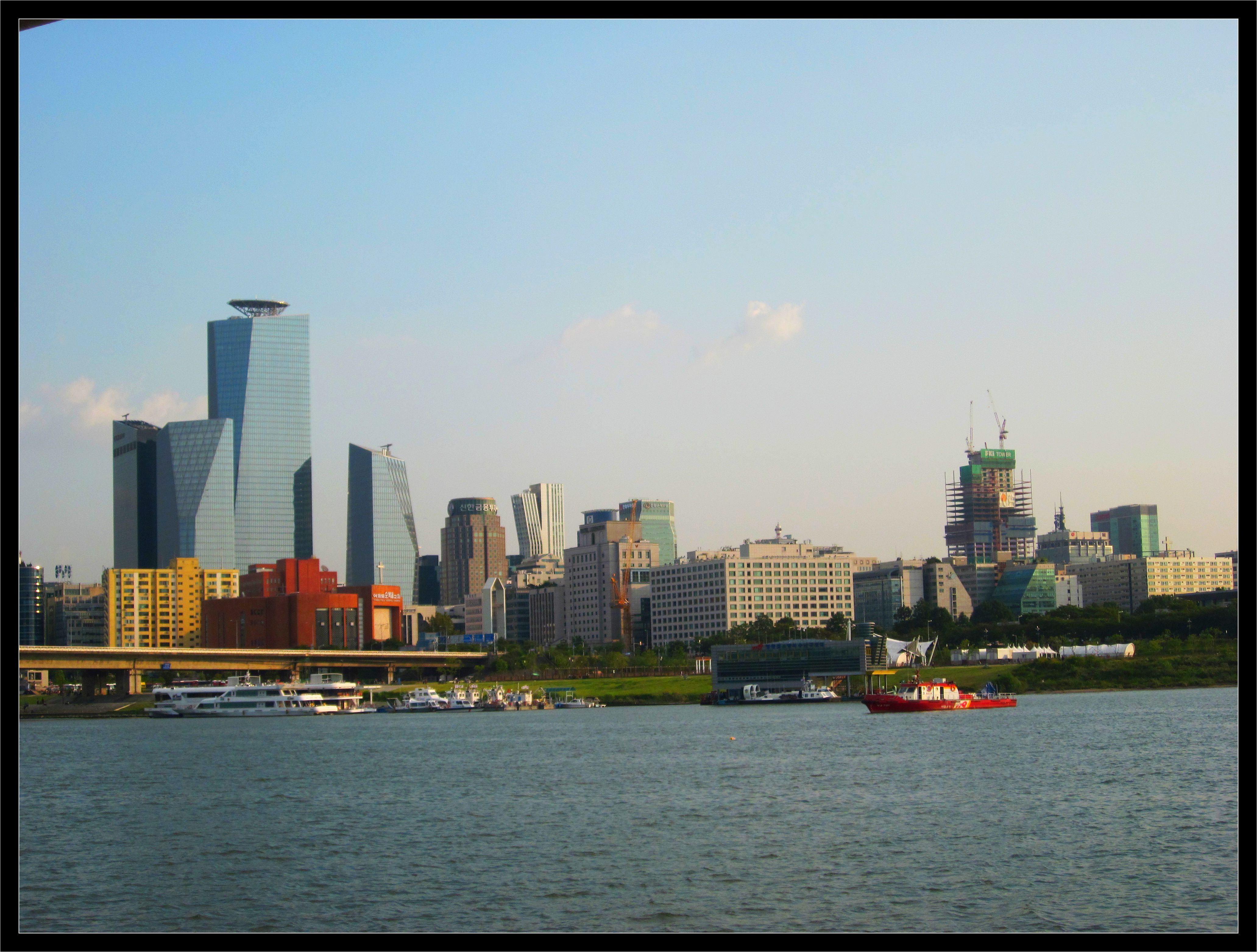
2012년 10월 1일. (사진에서 오른쪽에 있는 공사중인 건물이 전경련회관이다.)
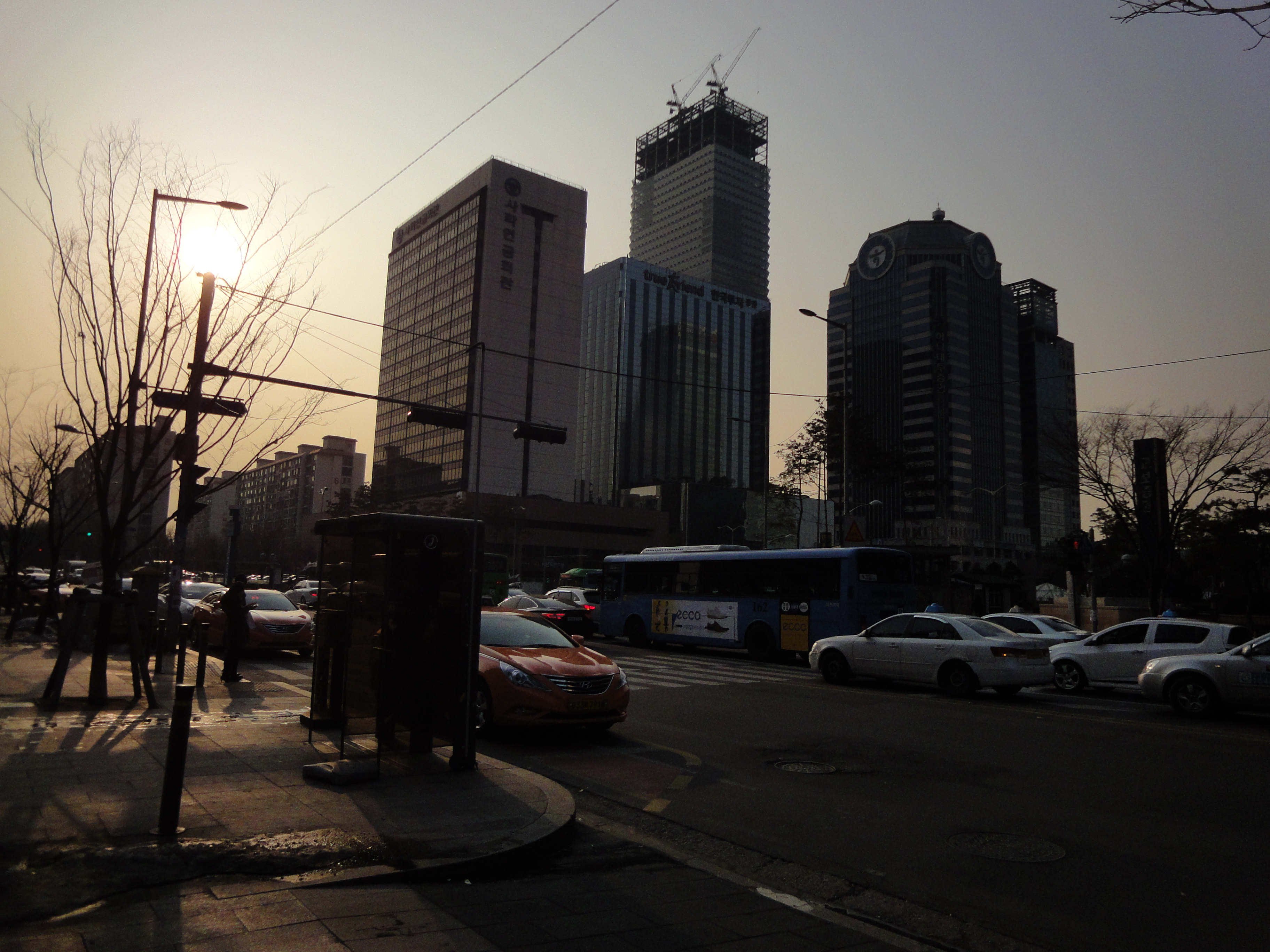
2013년 2월 25일.
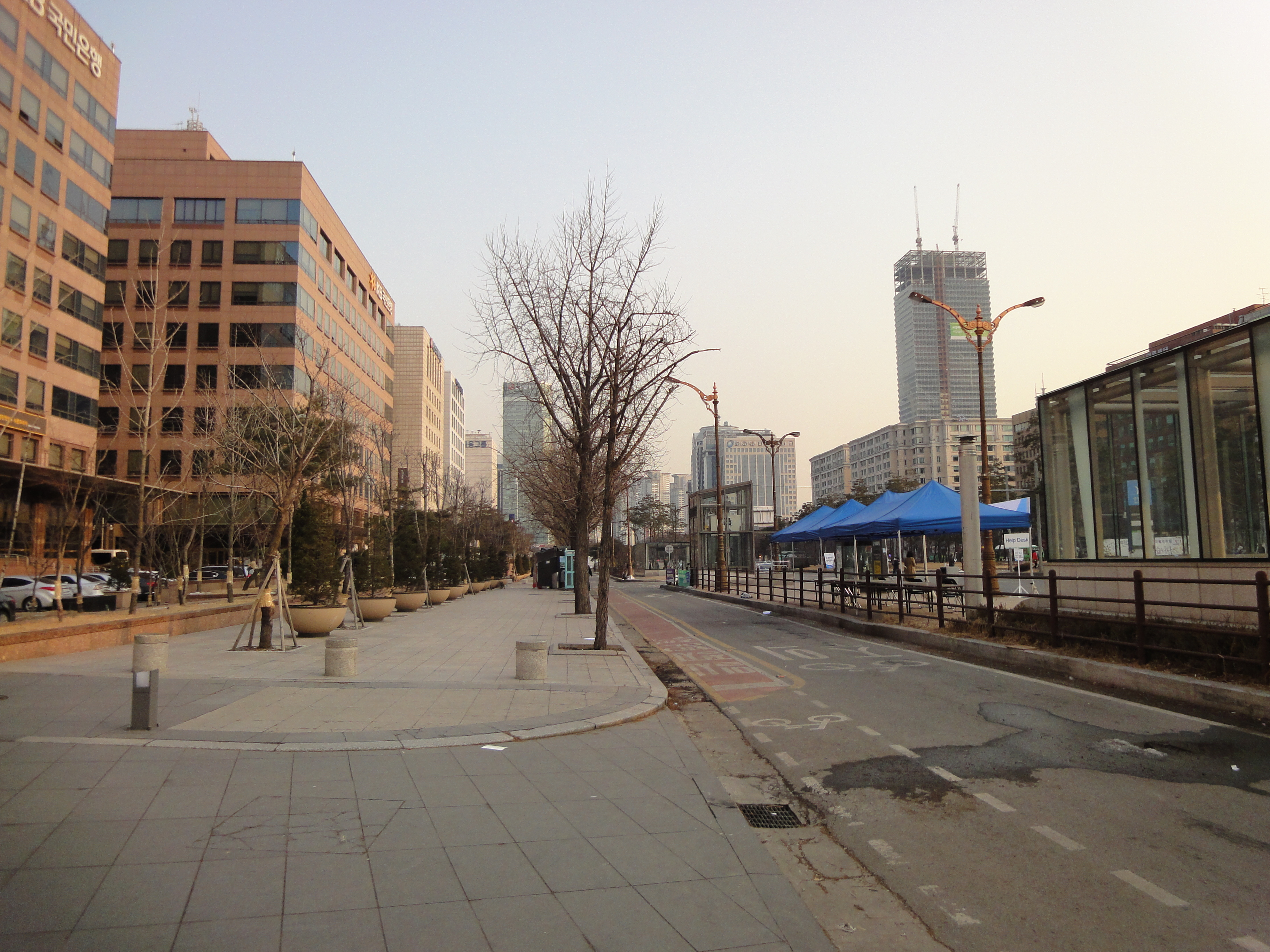
2013년 2월 25일.
2013년 5월 17일.
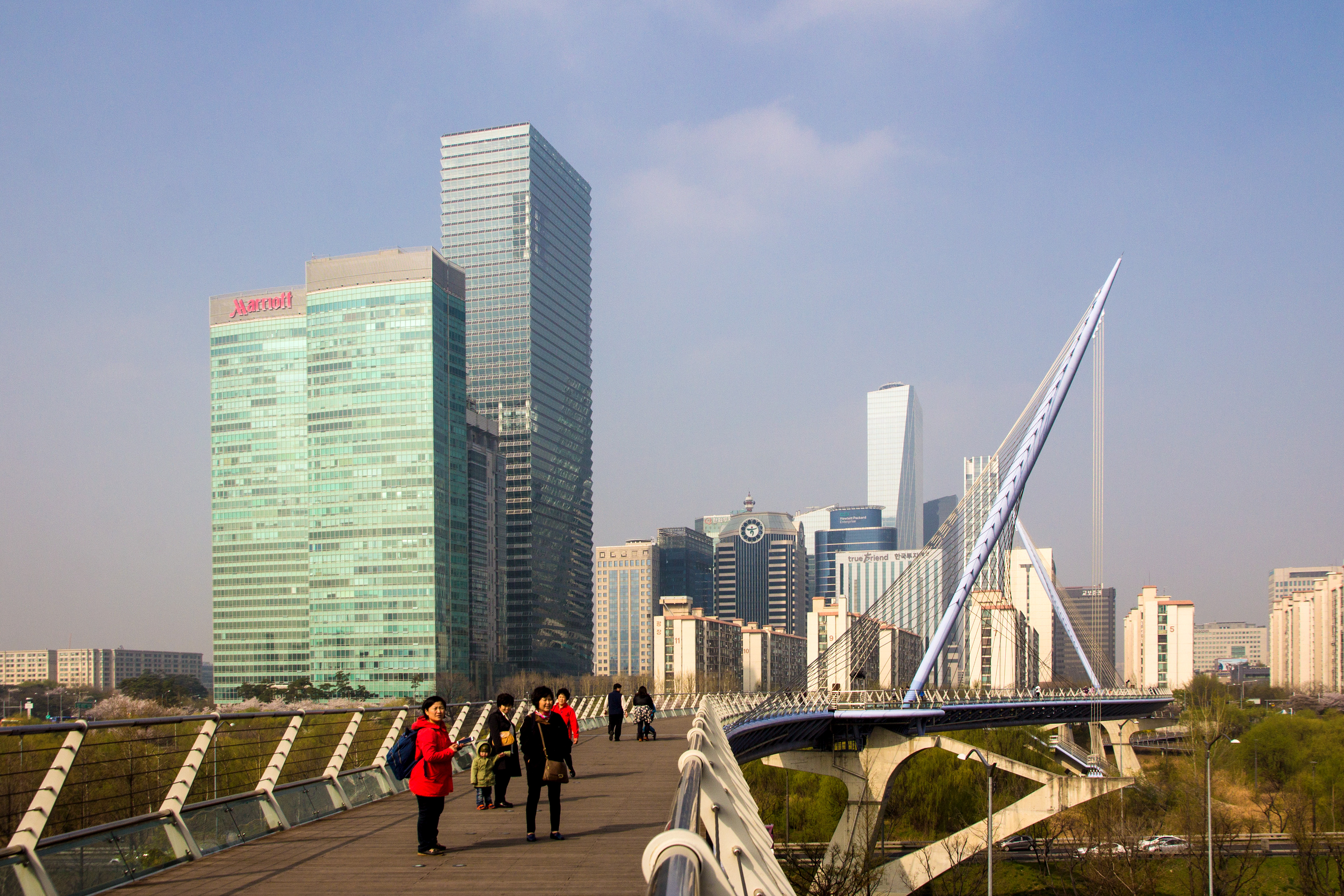
2016년 4월 8일.
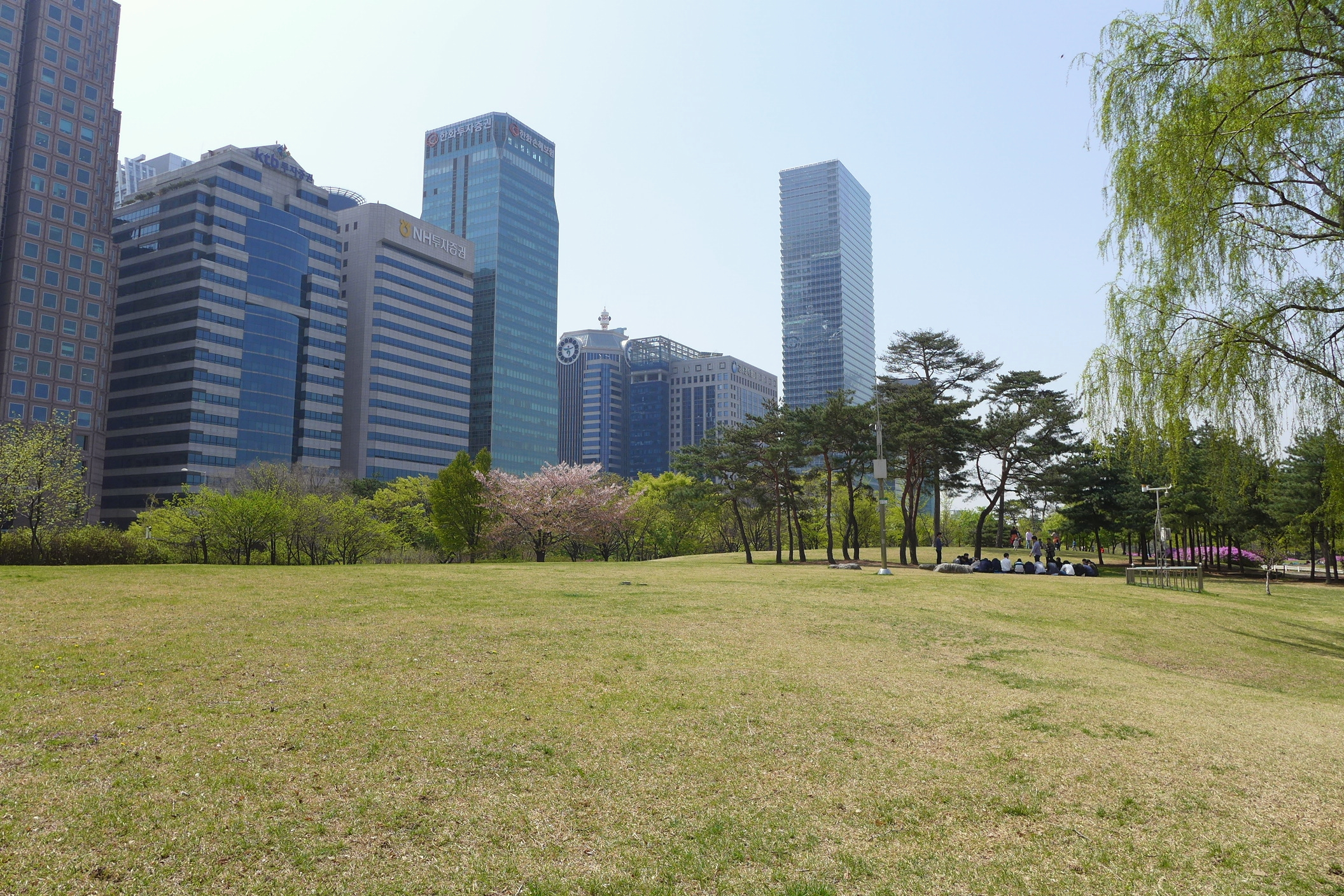
2016년 4월 15일.
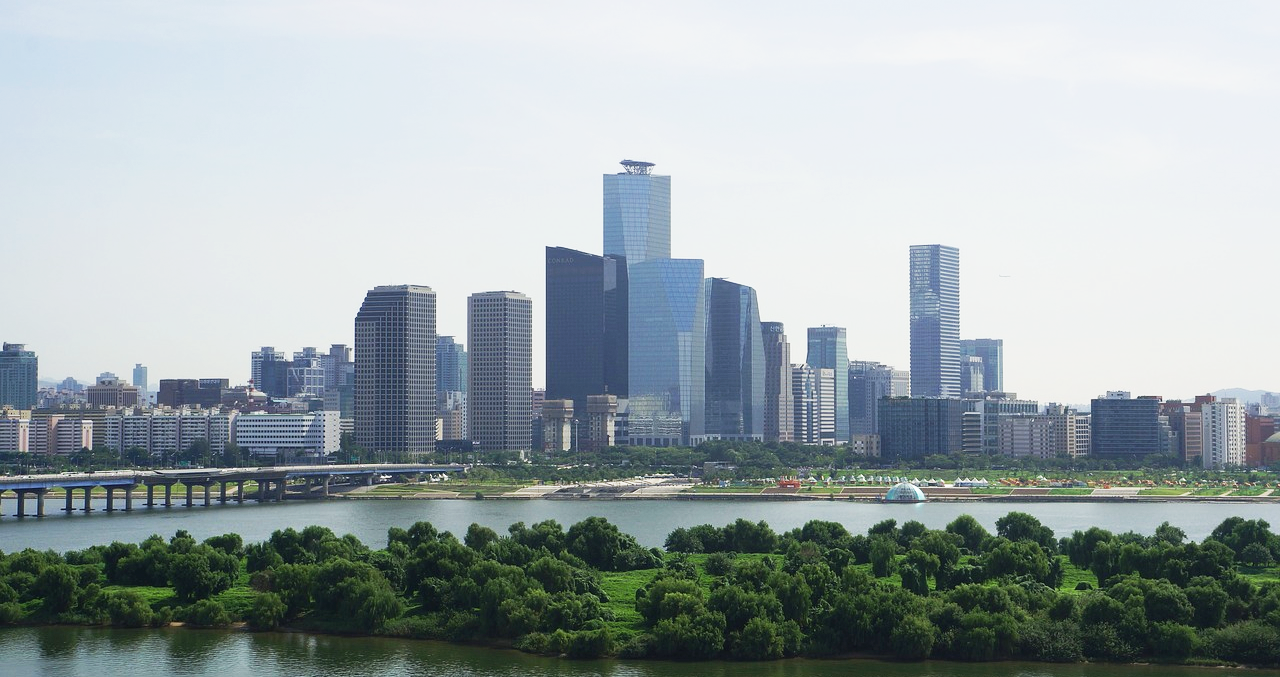
2016년 8월 10일.
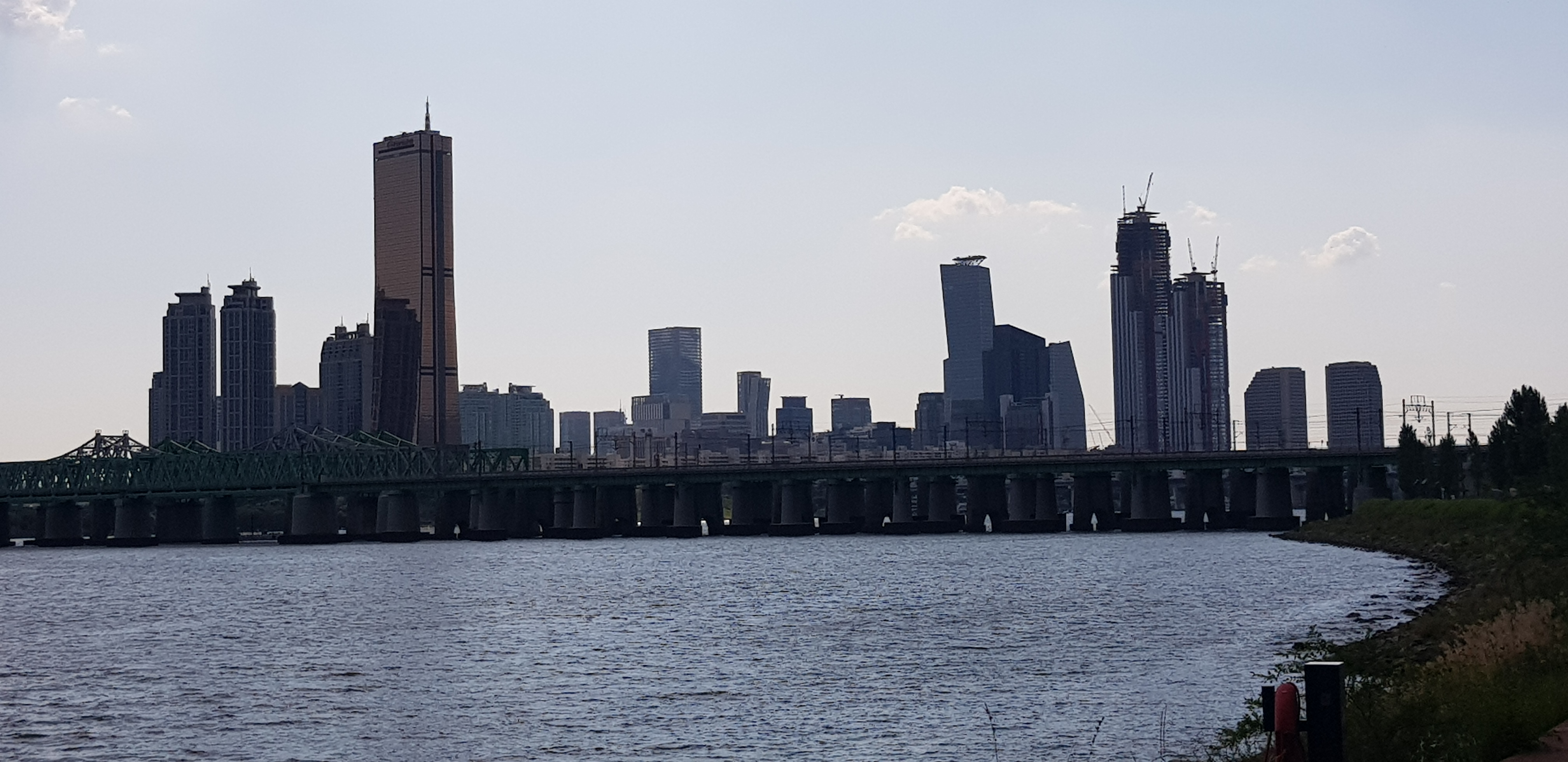
2019년 6월 23일.
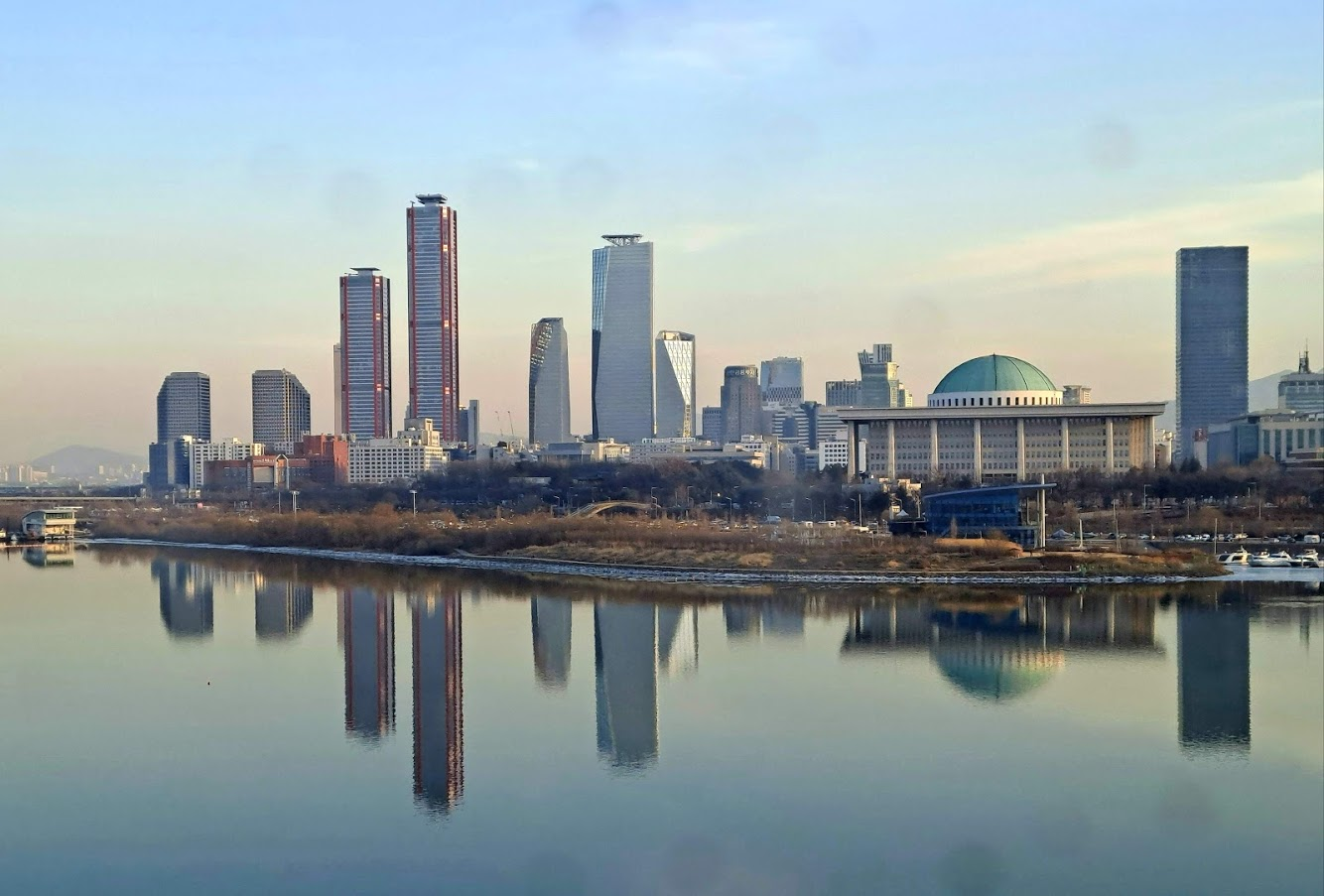
2021년 1월 22일.
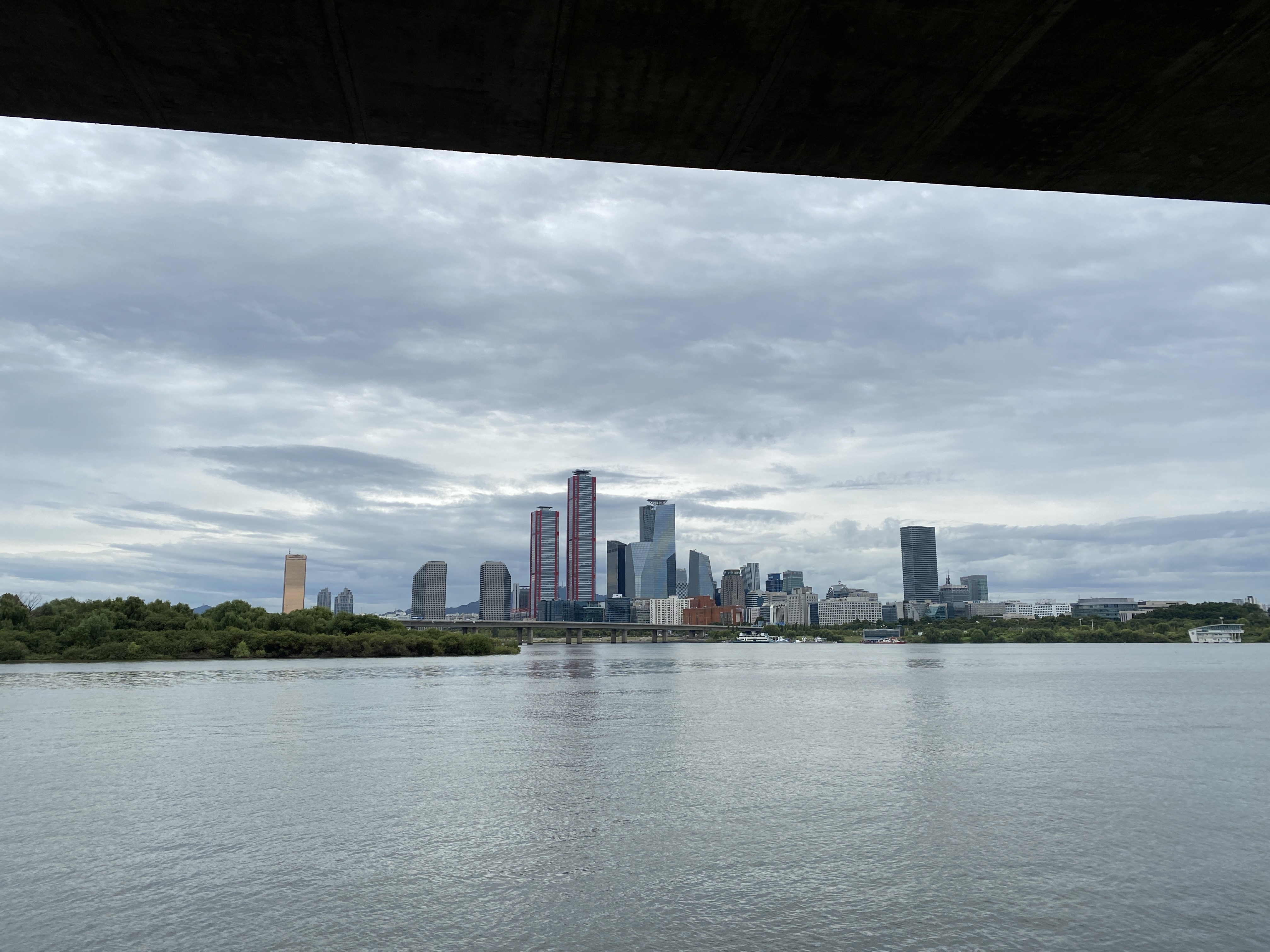
2021년 9월 25일.
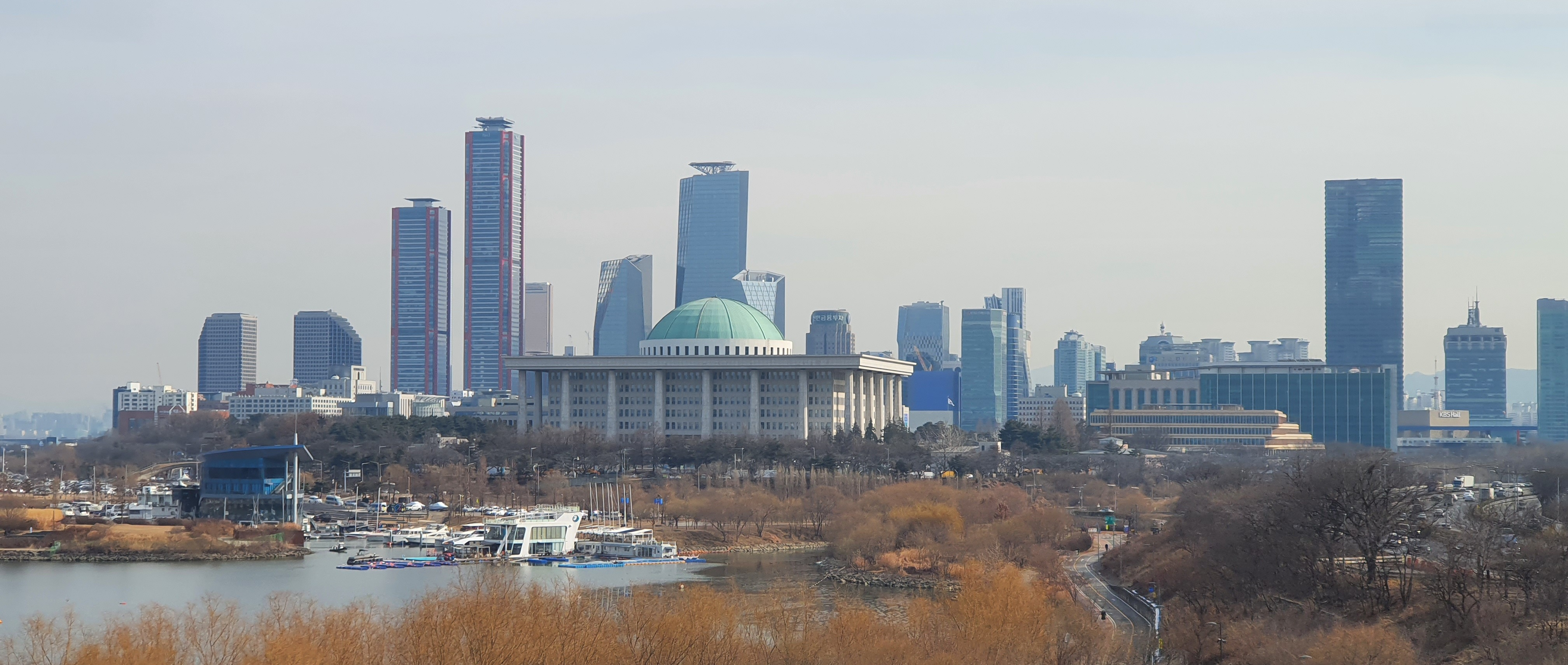
2022년 2월 9일.
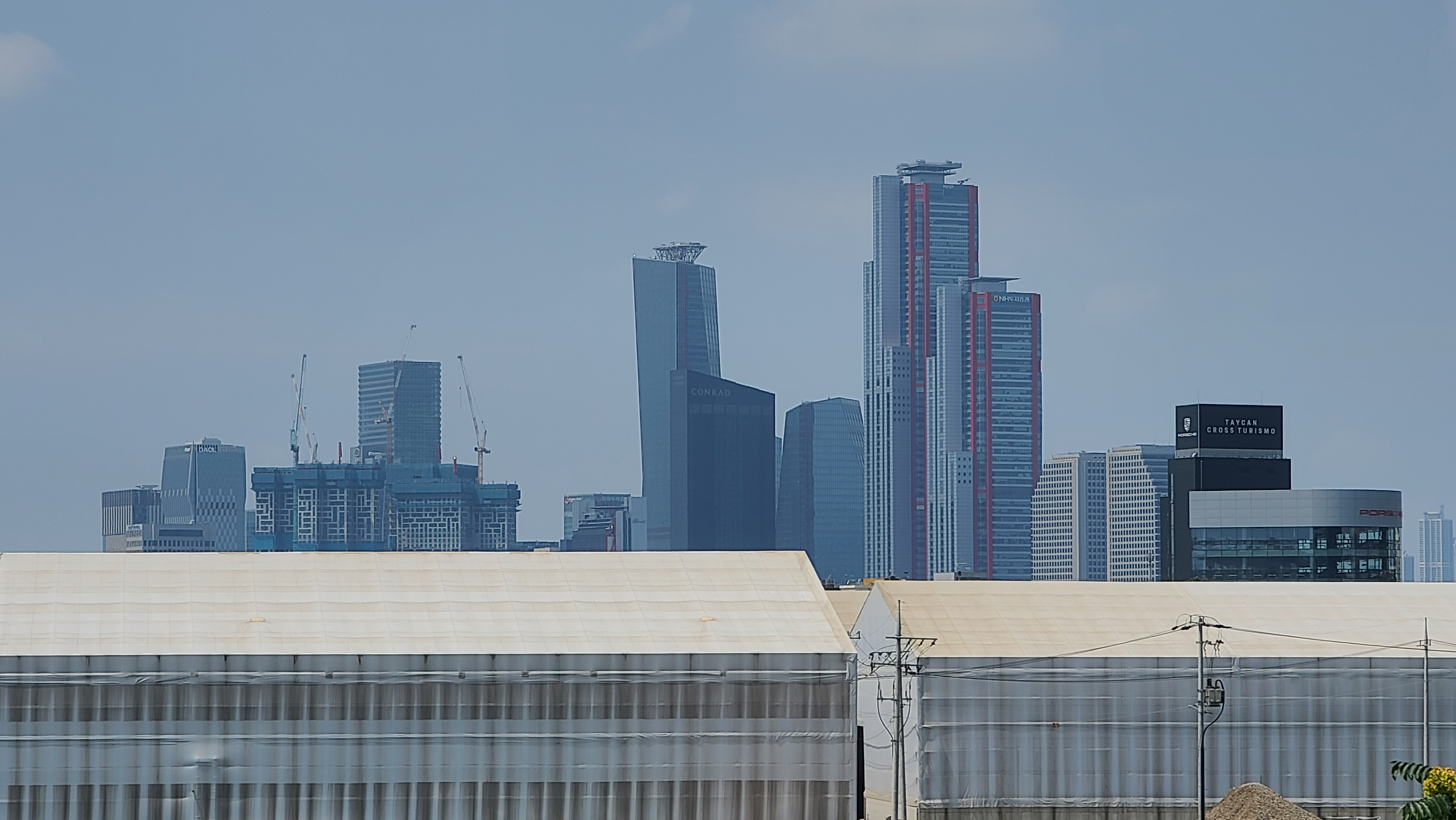
2022년 7월 28일.
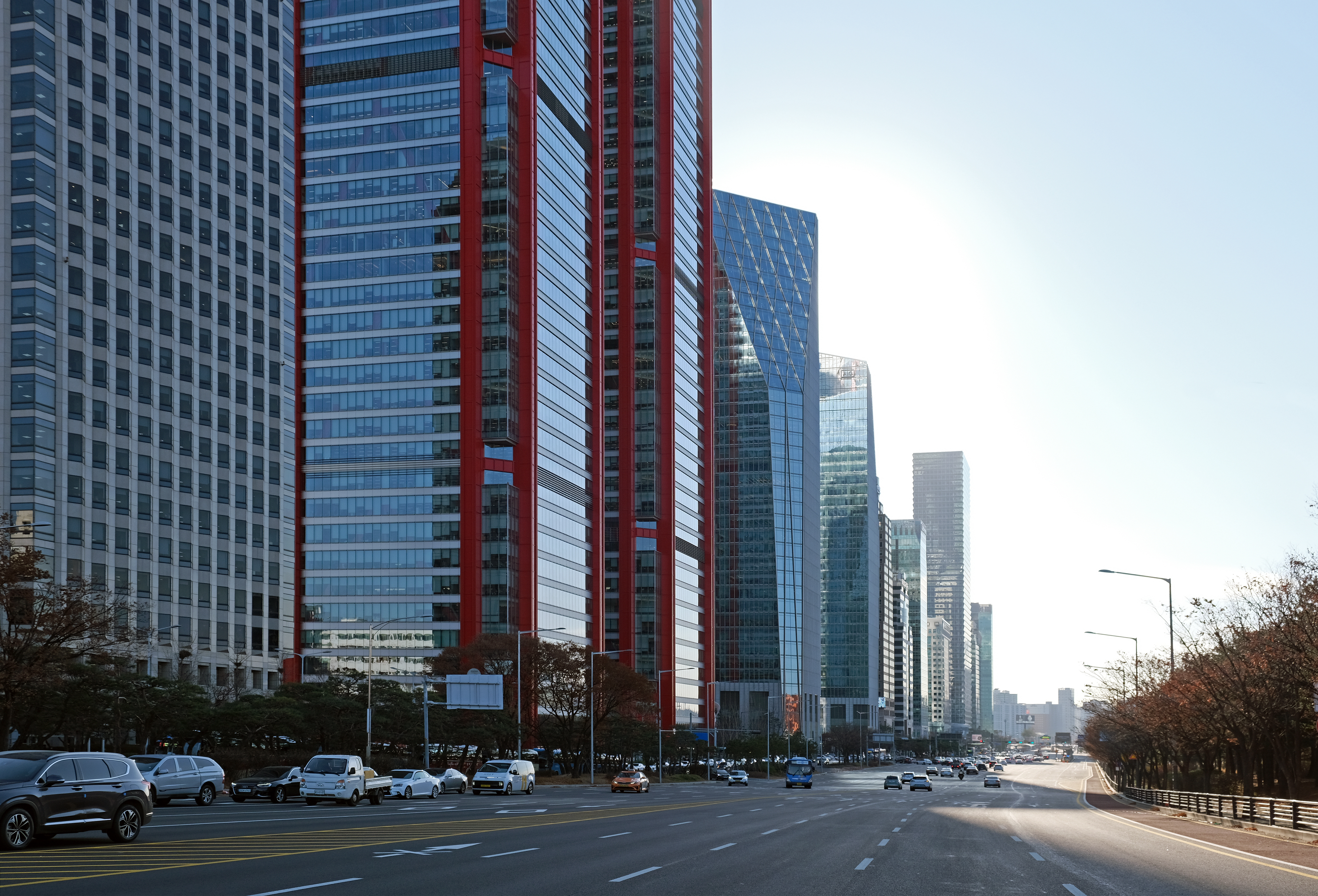
2022년 11월 1일.
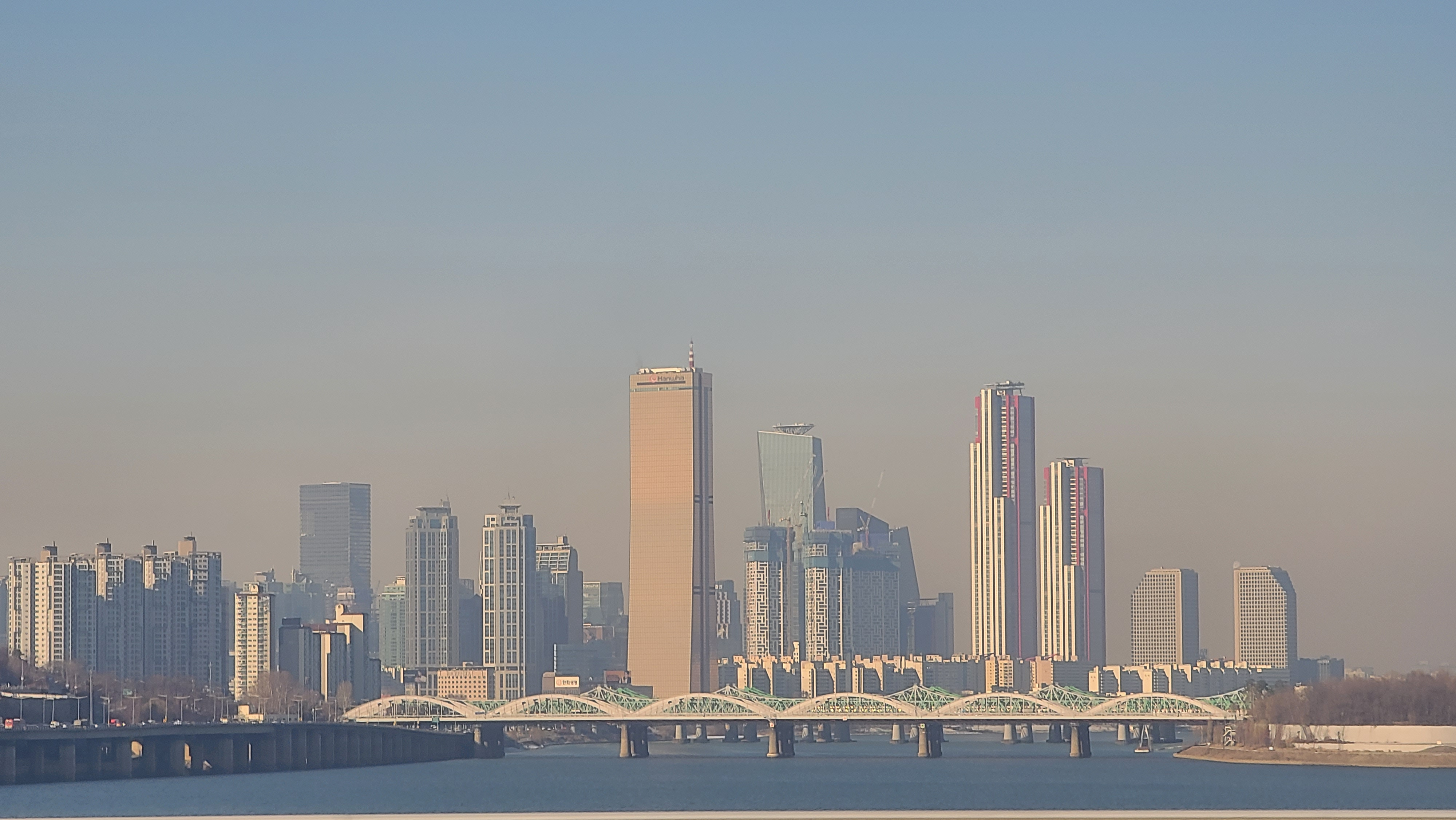
2022년 12월 20일.

### 파노라마

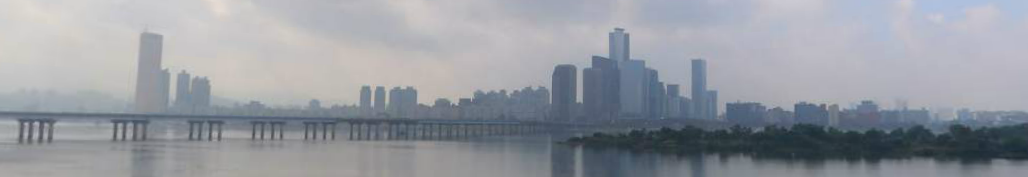
서울특별시 영등포구 여의도의 파노라마.

## 같이 보기

### 건물 목록
- 여의도
- 마천루 목록
- 아시아의 마천루 목록
- 대한민국의 마천루 목록
- 서울특별시의 마천루 목록

### 일반 주제
- 63시티
- IFC 서울
- 파크원 타워